# Птурек
Птурек (пол. Pturek, нім. Seekrug) — село в Польщі, у гміні Барцин Жнінського повіту Куявсько-Поморського воєводства.
Населення — 127 осіб (2011).
У 1975-1998 роках село належало до Бидгощського воєводства.

## Демографія
Демографічна структура станом на 31 березня 2011 року:
|          | Загалом | Допрацездатний вік | Працездатний вік | Постпрацездатний вік |
| -------- | ------- | ------------------ | ---------------- | -------------------- |
| Чоловіки | 66      | 18                 | 41               | 7                    |
| Жінки    | 61      | 9                  | 43               | 9                    |
| Разом    | 127     | 27                 | 84               | 16                   |